# Kampsville, Illinois
Kampsville là một làng thuộc quận Calhoun, tiểu bang Illinois, Hoa Kỳ. Năm 2010, dân số của làng này là 328 người.

## Dân số
Dân số qua các năm:
- Năm 2000: 302 người.
- Năm 2010: 328 người.